# Медвенска река
Медвенска река е река в Стара планина, област Сливен – община Котел и Област Бургас – община Сунгурларе, ляв приток на река Луда Камчия. Дължината ѝ е 20 km.
Медвенска река води началото си под името Черна река от 926 m н.в. в Котленска планина, на около 5 km североизточно от град Котел. Протича в югоизточна посока в дълбока, на места каньоновидна и залесена долина с множество бързеи и малки водопади (каскадата „Скоковете“). След село Медвен долината ѝ се разширява. Влива се отляво в река Луда Камчия на 319 m н.в. при село Дъбовица, община Сунгурларе.
Площта на водосборния басейн на реката е 61 km2, което представлява 3,8% от водосборния басейн на река Луда Камчия.
Основни притоци: Калугерица (десен) и Бяла вода (ляв).
Реката е с дъждовно-снежно подхранване с максимален отток през месец март-април, а минимален – септември – октомври.
По течението на реката са разположени 2 села:
- Област Сливен

- Община Котел – Медвен;

- Област Бургас

- Община Сунгурларе – Дъбовица.

Малка част от водите на реката в района на село Медвен се използват за напояване.

## Топографска карта
- Лист от карта K-35-42. Мащаб: 1 : 100 000.